# Jokke & Valentinerne
Jokke & Valentinerne è stato un gruppo musica norvegese fondato nel 1982 e sciolto nel 1994.

## Storia
Il gruppo Jokke & Valentinerne si formò nel 1982, i membri erano Jokke Nielsen, chitarra e voce, il suo partner di lunga data  May-Irene Aasen alla batteria e Håkon Torgersen al basso. Il gruppo iniziò presto col diventare uno dei gruppi più popolari nella scena rock underground di Oslo.
Il loro primo album Alt kan repareres fu pubblicato nel 1986. La band è considerata una delle quattro grandi band di lingua norvegese degli anni 80 insieme a deLillos, Dum Dum Boys e Raga Rockers. Il gruppo ha tra le sue influenze musicali il punk e il Southern rock americano.

## Formazione

### Ultima formazione
- Joachim Nielsen: voce e chitarra (1982–1994)
- Petter Pogo: chitarra, basso (1990–1994)
- May-Irene Aasen: batteria e percussioni, voce (1982–1994)

### Membri precedenti
- Håkon Torgersen: basso (1984–1990)
- Lars Lothe: chitarra, voce (1982–1983)
- Waldemar Hepstein: piano (1985)
- Trygve Johansen: piano (1982–1983)
- Christian Ellingsgård: basso (1982–1983)

## Discografia parziale

### Album
- 1986 - Alt kan repareres
- 1987 - Et hundeliv
- 1990 - III
- 1991 - Frelst
- 1994 - Alt kan repeteres

### Singoli
- 1987 - To fulle menn
- 1991 - Gnukk
- 1994 - Ta meg med

### Raccolte
- 1995 - Spenn!
- 2002 - Prisen for popen
- 2009 - Levende (Så Lenge Det Varer)